# KISS (recirculator)
KISS (Keep it simple stupid) este un aparat recirculator autonom de scufundare produs de firma canadiană Jetsam Industries, special conceput pentru scufundare la epave, scufundare în peșteri.

În anul 2000  se produce recirculatorul în circuit închis Clasic KISS, urmat de varianta mai perfecționată Sport KISS în anul 2004. 

Ambele modele funcționează în circuit închis cu debit volumic constant, fiind primele modele de recirculatoare civile care au acest sistem de injecție al oxigenului.
Recirculatoarele KISS nu sunt certificate CE.
Oxigenul este furnizat în circuit fie prin debit constant, fie manual prin intermediul supapei manuale.
În modul debit continuu, debitul de oxigen este furnizat în circuit prin intermediul unui ajutaj al cărui orificiu are diametrul de 0,0035 mm. Debitul de oxigen este reglabil și poate fi setat până la maxim 1 l/min., dar valoarea normală este de 0,5...0,7 bar.
În modul manual, oxigenul este introdus în circuit prin apăsarea butonului de admisie din supapa manuală, în funcție de adâncimea scufundării și de activitatea depusă.
Furnizarea amestecului respirator se face automat în debit volumic constant prin intermediul unei supape automate de injecție ce compensează compresia sacului respirator în timpul coborârii în funcție de adâncime sau când scafandrul a inspirat complet prin furtunul de inspir.
Amestecul respirator poate fi aer comprimat sau Trimix, precum și Nitrox pentru scufundări la adâncime mică.
Presiunea parțială de oxigen este controlată de trei senzori tip R22D Teledyne independenți unul de celălalt.
Ambele modele sunt prevăzute și cu posibilitate de funcționare în circuit deschis în caz de urgență (hipercapnie, hiperoxie, hipoxie sau inundare accidentală a circuitului închis.

## Date tehnice
- Adâncime maximă: Clasic KISS: 75 m/Sport KISS: 50 m
- Capacitate butelii: ambele modele sunt prevăzute cu 2 butelii de 368 l capacitate fiecare din aluminiu, pentru oxigen și diluant.
- Capacitate canistră cu aborbant de CO2: Clasic KISS: 2,3 kg Sofnolime (canistră axială)/Sport KISS: 2,3 kg Sofnolime (canistră bi-axială)
- Dimensiuni: Clasic KISS: 54 x 36 x 20 cm/Sport KISS: 56 x 51 x 13 cm
- Greutate: Clasic KISS: 22 kg/Sport KISS: 17,5 kg[1]